# Визнані в SI позасистемні одиниці
Ви́знані в SI позасисте́мні одини́ці (англ. SI-accepted non-SI units) — позасистемні одиниці вимірювання, визнані Міжнародним комітетом мір та ваг (Comite International des Poids et Mesures, СІРМ) для застосовування спільно з одиницями SI.
Когерентні одиниці SI мають перевагу в тому, що нема потреби перетворювати одиниці під час підставляння конкретних значень величин у рівняння величин. Однак, визнано, що деякі не-SI одиниці широко використовуються і, як очікується, будуть використовуватися ще багато років. Тому деякі позасистемні одиниці прийняті для використання із SI. Якщо використовувати ці одиниці, деякі переваги SI втрачаються.
Префікси SI можна використовувати з деякими з цих одиниць, але не, наприклад, з позасистемними одиницями часу.
Наразі існує чотирнадцять позасистемних одиниць вимірювання, прийнятих для використання із одиницями SI.
| Назва одиниці | Позначення одиниці | Назва величини | Позначення через основні одиниці SI |
| ------------- | ------------------ | -------------- | ----------------------------------- |
| тонна         | т або t            | маса           | 103 кг                              |
| гектар        | га або ha          | площа          | 104 м2                              |
| літр          | л або l чи L       | об'єм          | 10−3 м3                             |
| хвилина       | хв або min         | час            | 60 с                                |
| година        | год або h          | час            | 3600 с                              |
| доба          | доб або d          | час            | 86400 с                             |
| градус        | °                  | плоский кут    | (π/180) рад                         |
| мінута        | ′                  | плоский кут    | (π/10 800) рад                      |
| секунда       | ″                  | плоский кут    | (π/648 000) рад                     |

| Назва одиниці        | Позначення одиниці | Назва величини | Позначення через основні одиниці SI     |
| -------------------- | ------------------ | -------------- | --------------------------------------- |
| дальтон              | Да або Da          | маса           | 1,660 539 068 92(52) ×10−27 кг (CODATA) |
| електронвольт        | еВ або eV          | маса           | 1,602 176 634 ×10−19 Дж (CODATA)        |
| астрономічна одиниця | а. о. або au       | довжина        | 1,495 978 707×1011 м                    |

| Назва одиниці | Позначення одиниці | Назва величини                 | Позначення через основні одиниці SI |
| ------------- | ------------------ | ------------------------------ | ----------------------------------- |
| непер         | Нп або Np          | логарифмічна величина (рівень) | безрозмірнісна                      |
| бел, децибел  | Б, дБ або B, dB    | логарифмічна величина (рівень) | безрозмірнісна                      |